# Jean Ducret
Jean Ducret (Suresnes, França, 27 de novembre de 1887-19 de novembre de 1975, Vaucresson, França) va ser un futbolista internacional francès. Va jugar com migcampista per a cinc equips, més notablement en l'Olympique Lillois i l'Stade Français. Ducret va ser un dels primers capitans permanents de l'equip nacional, portant la capitania 13 vegades en 20 aparicions des de 1910 a 1914. Ducret també va marcar tres gols per a l'equip, que va incloure el seu primer partit contra Itàlia en una derrota per 6-2 al maig de 1910.
Després de la Primera Guerra Mundial, es va convertir en obrer de fàbrica.

## Equips
| Equip                        | País   | Anys      | PJ | Gols |
| ---------------------------- | ------ | --------- | -- | ---- |
| Puteaux                      | França | ?         | ?  | ?    |
| Etoile des Deux Lacs         | França | ?         | ?  | ?    |
| Olympique Lillois            | França | ?         | ?  | ?    |
| Stade Français               | França | ?         | ?  | ?    |
| AS Français                  | França | ?         | ?  | ?    |
| Selecció de futbol de França | França | 1910-1914 | 20 | 3    |